# 萊克賽德 (明尼蘇達州)
萊克賽德（英語：Lakeside）是位於美國明尼蘇達州倫維爾縣布恩萊克鎮區的一個非建制地區。

## 地理
萊克賽德所處的海拔為高於海平面326米（即1070英呎），而該地所採用的時區為UTC-6，即北美中部時區（CST）。同時該地設有夏令時間，為UTC-6調快一小時，即UTC-5（CDT）。